# Kosi
|  | Per a altres significats, vegeu «Divisió de Kosi». |

Kosi, Kusi o Koshi és un riu de Nepal i l'Índia que neix a l'Himàlaia oriental a 26° 27′ N, 87° 06′ E / 26.450°N,87.100°E a la comarca de Sapt Kosiki o País dels set Kosis (dels quals el principal és el San Kosi). Agafa un curs sud-oest durant 55 km i després al sud i sud-est per altres 55 km i rep a la seva esquerra dos afluents importants, l'Aran i el Tambar. Deixa les muntanyes a Chatra; després d'una sèrie de cascades i ràpids segueix al sud i entra a l'Índia al districte de Bhagalpur. Segueix al sud i rep un altre afluent destacat, el Ghugri, per la banda esquerra; finalment desaigua al Ganges a 25° 22′ N, 87° 17′ E / 25.367°N,87.283°E, al districte de Purnia, després d'un curs a l'Índia d'aproximadament 76 km. Al segle xviii passava just al sud de la ciutat de Purnia, però després es va desviar uns quants quilòmetres cap a l'oest.